# Festival Internacional de Teatro de Sitges
El Festival Internacional de Teatro de Sitges  fue un festival de teatro que se organizó en Sitges desde 1967 hasta el 2004.

## El Festival
De convocatoria anual, impulsó jóvenes autores, directores y escenógrafos. En su primera etapa se denominó Semana de Teatro Actual de Sitges y Premio Nacional de Teatro de Sitges, pasando a decirse a la segunda etapa Sitges Teatro Internacional.
La Organización iba a cargo del Instituto del Teatro, el Patronato Municipal de Sitges, el Ayuntamiento de Sitges, el Departamento de Cultura de la Generalidad de Cataluña y la Instituto Nacional de las Artes Escénicas y de la Música (INAEM) del Ministerio de Cultura. Durando estos años fueron directores artísticos Ricard Salvat, Toni Cots, Joan Ollé y Magda Puyo.

## Historia

### Inicios
El de Sitges fue el primer festival de teatro de carácter anual en Cataluña. Fundado el 1967 bajo el amparo de la delegación provincial del Ministerio de Información y Turismo y el Ayuntamiento de Sitges, y pronto se convirtió en un expositor del teatro experimental e independiente, el más importante que se hacía entonces en España. 

### Segunda etapa
En 1991, con el nombre de Sitges Teatro Internacional, comienza una nueva etapa, en la cual el festival pasa a depender del Instituto del Teatro y es dirigido sucesivamente por Joan Castells (1991-1993), Joan Ollé (1993-2001) y Magda Puyo (2001-2004). Bajo la dirección de esta, el festival cambia de rumbo y se orienta hacia la promoción y difusión de las últimas tendencias, abierto a la danza y a las artes multimedia. Al mismo tiempo, diversifica objetivos introduciendo un espacio anual de intercambio y debate entre profesionales. En 2004 se celebra la última edición del festival.

### Desaparición
La desaparición se produce por una decisión del Departamento de Cultura de la Generalidad, con la connivencia del Ministerio de Cultura y del Ayuntamiento de Sitges, que argumentan que el modelo centralizado en un solo certamen para acoger la escena alternativa y emergente está agotado y que otros festivales entran en competencia, como el Temporada Alta de Gerona, así como por la necesidad de descentralizar la creación contemporánea en diferentes centros territoriales. 